# Unterseeboot UB-29
Pour les autres navires du même nom, voir Unterseeboot 29.
L'Unterseeboot UB-29 est un sous-marin (U-Boot) allemand de type UB II utilisé par la Kaiserliche Marine pendant la Première Guerre mondiale. Le sous-marin a été commandé le 30 avril 1915 et lancé le 31 décembre 1915. Il a été mis en service dans la marine impériale allemande le 18 janvier 1916. [Note 1]
Le sous-marin coule 36 navires en 17 patrouilles pour un total de 47 107 tonneaux de jauge brute (TJB). On pensait que l'UB-29 avait été coulé le 13 décembre 1916 par deux grenades anti-sous-marines du HMS Landrail au sud du Banc de Goodwin à 51° 09′ N, 1° 46′ E. Cependant, l’emplacement de son épave, qui a été découverte dans les eaux belges, à environ 15 milles marins au nord-ouest d’Ostende, contredit cette affirmation. Le HMS Landrail a peut-être confondu l'UB-29 avec un autre sous-marin, peut-être l'UC-19.
L’épave de l'UB-29, exceptionnellement bien conservée et avec la coque encore intacte, a été trouvée par des plongeurs belges à l’été 2017 et formellement identifiée en novembre 2017. Son emplacement exact n’a pas été divulgué, afin de permettre des recherches plus approfondies et la protection du site.

## Conception
Sous-marin de type UB II, l'UB-29 avait un déplacement de 265 tonnes en surface et de 291 tonnes en immersion. Il avait une longueur hors tout de 36,13 m, une largeur de 4,36 m et un tirant d'eau de 3,66 m. Le sous-marin était propulsé par deux moteurs Diesel Benz à six cylindres à quatre temps produisant 267 chevaux (196 kW), deux moteurs électriques Siemens-Schuckert produisant 290 chevaux (210 kW) et un arbre d'hélice. Il était capable d’opérer à une profondeur allant jusqu’à 50 mètres.
La vitesse maximale du sous-marin était de 9,15 nœuds (16,95 km/h) en surface et de 5,81 nœuds (10,76 km/h) en immersion. Lorsqu’il était en surface, il pouvait parcourir 6650 milles marins (12320 km) à 5 nœuds (9,3 km/h). L'UB-29 était armé de deux tubes lance-torpilles de 500 mm à l’avant, de quatre torpilles et d’un canon de pont SK L/40 de 50 mm. Il avait un effectif de vingt-et-un membres d’équipage et deux officiers, et un temps de plongée de trente secondes.

## Affectations
- Flottille d’entraînement : du 8 mars au 13 décembre 1916

## Commandants
- Oblt.z.S. Herbert Pustkuchen[7] : du 18 janvier au 2 novembre 1916
- Oblt.z.S. Erich Platsch[8] : du 3 novembre au 13 décembre 1916

## Navires coulés
| Date             | Nom                   | Nationalité    | Tonnage | Destin              |
| ---------------- | --------------------- | -------------- | ------- | ------------------- |
| 19 mars 1916     | Nominoe               | France         | 3155    | Coulé               |
| 20 mars 1916     | Langeli               | Norvège        | 1565    | Coulé               |
| 20 mars 1916     | Skodsborg             | Danemark       | 1697    | Coulé               |
| 24 mars 1916     | Salybia               | United Kingdom | 3352    | Coulé               |
| 24 mars 1916     | Sussex                | France         | 1353    | Endommagé           |
| 6 avril 1916     | Vesuvio               | United Kingdom | 1391    | Coulé               |
| 6 avril 1916     | Asger Ryg             | Danemark       | 1134    | Coulé               |
| 7 avril 1916     | Braunton              | United Kingdom | 4575    | Coulé               |
| 7 avril 1916     | Marguerite            | France         | 42      | Coulé               |
| 25 avril 1916    | Berkelstroom          | Pays-Bas       | 736     | Coulé               |
| 25 avril 1916    | HMS Penelope          | Royal Navy     | 3750    | Endommagé           |
| 17 mai 1916      | Boy Percy             | United Kingdom | 46      | Coulé               |
| 17 mai 1916      | Boy Sam               | United Kingdom | 46      | Coulé               |
| 17 mai 1916      | Wanderer              | United Kingdom | 47      | Coulé               |
| 6 août 1916      | Loch Lomond           | United Kingdom | 42      | Coulé               |
| 3 septembre 1916 | Gotthard              | Norvège        | 1636    | Coulé               |
| 3 septembre 1916 | Notre Dame De Lourdes | France         | 161     | Coulé               |
| 5 septembre 1916 | Jeanne                | Danemark       | 1191    | Coulé               |
| 6 septembre 1916 | Torridge              | United Kingdom | 5036    | Coulé               |
| 6 septembre 1916 | Yvonne                | France         | 104     | Coulé               |
| 7 septembre 1916 | Alice                 | France         | 119     | Coulé               |
| 9 septembre 1916 | Consolation           | United Kingdom | 47      | Coulé               |
| 9 septembre 1916 | Dorado                | United Kingdom | 36      | Coulé               |
| 9 septembre 1916 | Favourite             | United Kingdom | 38      | Coulé               |
| 9 septembre 1916 | Muriel Franklin       | United Kingdom | 29      | Coulé               |
| 21 octobre 1916  | Fart 3                | Norvège        | 230     | Coulé               |
| 21 octobre 1916  | Grit                  | United Kingdom | 147     | Coulé               |
| 21 octobre 1916  | Princess mai          | United Kingdom | 104     | Coulé               |
| 22 octobre 1916  | Georges M. Embiricos  | Grèce          | 3636    | Coulé               |
| 24 octobre 1916  | Anna Gurine           | Norvège        | 1147    | Coulé               |
| 24 octobre 1916  | Sidmouth              | United Kingdom | 4045    | Coulé               |
| 28 octobre 1916  | Saint Charles         | France         | 521     | Coulé               |
| 12 novembre 1916 | Batavier VI           | Pays-Bas       | 1085    | Capturé comme prise |
| 15 novembre 1916 | Midsland              | Pays-Bas       | 1085    | Capturé comme prise |
| 1 décembre 1916  | Bossi                 | Norvège        | 1462    | Coulé               |
| 1 décembre 1916  | Briardene             | United Kingdom | 2701    | Coulé               |
| 2 décembre 1916  | Hitterøy              | Norvège        | 1985    | Coulé               |
| 6 décembre 1916  | Ans                   | Empire russe   | 362     | Coulé               |
| 6 décembre 1916  | Marie                 | Danemark       | 325     | Coulé               |
| 7 décembre 1916  | Keltier               | Belgique       | 2360    | Endommagé           |
| 7 décembre 1916  | Meteor                | Norvège        | 4217    | Coulé               |

## Épave
L’épave bien conservée du sous-marin a été découverte en 2017 au large d’Ostende. Par conséquent, l’hypothèse qu’il ait été coulé au sud du Banc de Goodwin après une collision avec le HMS Landrail ne peut être maintenue. Une explication possible est que l'UB-29 s’est échappé après la collision et a heurté une mine dans les eaux belges. Une autre explication est que le HMS Landrail a coulé un autre U-boot, peut-être l'UC-19. Le gouvernement allemand a décidé de laisser les corps des 22 membres d’équipage dans l’épave. Seuls quelques objets mineurs se trouvant à l’extérieur du sous-marin seront récupérés pour une exposition en Belgique et seront ensuite remis au Musée maritime international de Hambourg.